# McElroy Ridge
McElroy Ridge är en bergstopp i Antarktis. Den ligger i Östantarktis. Nya Zeeland gör anspråk på området. Toppen på McElroy Ridge är 2 641 meter över havet, eller 412 meter över den omgivande terrängen. Bredden vid basen är 6,4 km. McElroy Ridge ingår i Victory Mountains.
Terrängen runt McElroy Ridge är bergig åt nordväst, men åt sydost är den kuperad. Trakten är obefolkad. Det finns inga samhällen i närheten. 